# Doryodes grandipennis
Doryodes grandipennis là một loài bướm đêm trong họ Erebidae.